# Warrenton (Georgia)
Warrenton es una ciudad ubicada en el condado de Warren, Georgia, Estados Unidos. Según el censo de 2020, tiene una población de 1744 habitantes.
Es la capital del condado.

## Geografía
La localidad está ubicada en las coordenadas 33°24′22″N 82°39′56″O / 33.40611, -82.66556 (33.406073, -82.665431).
Según la Oficina del Censo, la localidad tiene un área total de 4,98 km², de la cual 4,94 km² corresponden a tierra firme y 0,04 km² es agua.

## Demografía
Según la Oficina del Censo, en 2000 los ingresos medios por hogar en la localidad eran de $18,750 y los ingresos medios por familia eran de $25,898. Los hombres tenían unos ingresos medios de $26,818 frente a los $20,625 para las mujeres. La renta per cápita para la localidad era de $12,778. 
De acuerdo con la estimación 2015-2019 de la Oficina del Censo, los ingresos medios por hogar en la localidad son de $25,417 y los ingresos medios por familia son de $35,259. Aproximadamente el 43.8% de la población está en situación de pobreza, llegando al 68.9% en los menores de 18 años.
Según el censo de 2020, el 73.17% de los habitantes son afroamericanos y el 23.85% son blancos.